# Aventuras de Juan Lucas
Pour plus de détails, voir Fiche technique et Distribution.
Aventuras de Juan Lucas est un aventures historiques espagnol réalisé par Rafael Gil et sorti en 1949.
Il s'agit d'une adaptation du roman éponyme de Manuel Halcón (es), paru en 1944.

## Synopsis
Juan Lucas, suivant les traces de son père, devient par hasard l'un des bandits les plus célèbres de la Sierra Morena, où il erre à sa guise tout en aidant la guérilla locale contre les troupes napoléoniennes durant la guerre d'indépendance espagnole (1808-1814). Il est amoureux d'Ana, la fille du comte Gabaldín, bien que cet amour soit impossible en raison de la différence de leur position sociale, puisqu'il est un simple bandit et qu'elle fait partie d'une famille puissante.

## Fiche technique
- Titre original espagnol : Aventuras de Juan Lucas[1],[3],[4]
- Réalisation : Rafael Gil
- Scénario : Rafael Gil
- Musique : Ernesto Halffter
- Société de production : Suevia Films (es)
- Pays de production :  Espagne
- Langue originale : espagnol
- Format : Noir et blanc - 1,37:1 - Son mono - 35 mm
- Genre : aventures historiques
- Durée : 92 minutes
- Année de sortie : 
  - Espagne : 29 décembre 1949

## Distribution
- Fernando Rey : Juan Lucas
- Marie Déa : Ana Romero de los Viejos
- Manolo Morán : Chano
- Juan Espantaleón : M. Martín Romero de los Viejos
- Julia Caba Alba : Guérisseuse
- Rafael Calvo Ruiz de Morales (es) : Moine
- Manuel Dicenta : écuyer
- Ricardo Acero : Carlos Romero de los Viejos
- Fernando Fernández de Córdoba (es) : Général
- Manuel Kayser : Enfermo
- Joaquín Roa : Telescopio
- Ramón Elías : homme de Juan Lucas
- Manuel Arbó : Capitaine José Cherín
- José Prada : Le page d'Ana
- Jacinto San Emeterio : Envoyé du général Castaños
- Manuel Requena : Panecito
- José Franco : Homme victime de l'embuscade
- Rufino anglais : Boiteux
- Casimiro Hurtado : Traître
- Manuel Aguilera : Moine qui récupère Juan
- Manuel Guitián : Infirmière
- José Nieto